# Gryllefjord
Gryllefjord este o localitate din comuna Torsken, provincia Troms, Norvegia, cu o suprafață de 0,25 km² și o populație de 369 locuitori (2013).